# Yoshi
Yoshi är en fiktiv antropomorfisk dinosaurieart från Mushroom World i Nintendos Mario-spel. Yoshi gjorde sin debut i Mario-serien på banan Yoshi's Island 2 i Super Mario World från 1990. Yoshi har senare kommit att medverka i många plattform- och pusselspel.
Yoshi skapades av Shigefumi Hino. Yoshis röst spelas av två personer. Kazumi Totaka har gjort rösten i alla spel. I tv-serierna, bland annat tv-serien Super Mario World, har Andrew Sabiston gjort Yoshis röst.

## Yoshiarten
Yoshiarten lever främst på ön Yoshi's Island i landet Dinosaur Land, men finns också i till exempel Yoshi Village på Lavalava Island.

### Beskrivning
Arten har en väldigt stor nos och kan därför lukta sig till saker väldigt lätt. Oftast efter frukt eller hemligheter som kan vara begravda under marken. Yoshis luktsätt kallas för Sniff-Sniff och syntes först i spelet Yoshi's Story.
Arten har även en väldigt lång tunga som kan sträcka sig långt för att kunna äta upp saker. Yoshi kan äta i princip vad som helst, till och med saker som är mycket större än sig själv. Efter att maten är svald kan de välja mellan att ha kvar den i magen, spotta ut den eller stänga in den i ett ägg, Yoshi Egg. Äggen kan sedan användas för att kasta på andra fiender.
Yoshiarten har även tänder, men de brukar inte användas, då de föredrar att svälja maten hel.

### Utseende
Yoshis har en stor nos, utstående ögon, ungefär som på en groda, men de sitter tätare, vit mage, tre taggar på bakhuvet, stövlar, samt ett sadelliknande skal på ryggen.
Yoshis finns i många olika färger. Yoshin som oftast är spelbar i de flesta spin-off-spel är grön och kallas därför för Green Yoshi.
I Super Mario Sunshine varierar färgen på vilken frukt Yoshin ätit och i Paper Mario: The Thousand-Year Door på när ägget kläckts.
I Super Mario World kan Yoshin få olika specialsaker när de äter en Koopa Shell beroende på vilken färg de har. Om till exempel en Blue Yoshi äter en Koopa Shell, får den vingar och kan flyga.
| Namn             | Första spel                                | Kroppsfärg | Stövelfärg1 |
| ---------------- | ------------------------------------------ | ---------- | ----------- |
| Black Yoshi      | Yoshi's Story (1997)                       | Svart      | Vit         |
| Blue Yoshi       | Super Mario World (1990)                   | Blå        | Lila        |
| Brown Yoshi      | Super Mario World 2: Yoshi's Island (1995) | Brun       | Brun        |
| Green Yoshi      | Super Mario World (1990)                   | Grön       | Röd/Orange  |
| Light Blue Yoshi | Super Mario World 2: Yoshi's Island (1995) | Ljusblå    | Lila        |
| Orange Yoshi     | Super Mario Sunshine (2002)                | Orange     | Orange      |
| Pink Yoshi       | Super Mario World 2: Yoshi's Island (1995) | Rosa       | Gul         |
| Purple Yoshi     | Super Mario World 2: Yoshi's Island (1995) | Lila       | Rosa        |
| Red Yoshi        | Super Mario World (1990)                   | Röd        | Blå         |
| Yellow Yoshi     | Super Mario World (1990)                   | Gul        | Grön        |
| White Yoshi      | Yoshi's Story (1997)                       | Vit        | Ljusblå     |

1 Alla Yoshis har orange stövlar i Super Mario World och Super Mario World 2: Yoshi's Island.

### Språk
Yoshis har ett eget språk och de flesta kan inte prata människospråk. Den enda som kan det är Green Yoshi, vilken är den Yoshin som förekommer i till exempel Super Mario 64 och Super Mario Galaxy 2.

## Karaktären Yoshi
Den vanligaste Yoshin i Mario-spelen är en Green Yoshi. Han är hjälte i Mushroom World och är, precis som alla Yoshis, på den goda sidan.

## Yoshi-serien
Yoshi har medverkat i många olika Mario-spel, men har även en egen spelserie. På senare år har de flesta Yoshi-spelen kommit till handhållna spelkonsoler.

### Mario & Yoshi
Mario & Yoshi, endast Yoshi i Nordamerika, var det första spelet i Yoshi-serien. Det släpptes till både Nintendo Entertainment System och Game Boy år 1991. Spelet är inspirerat av Tetris, men istället för att block faller ned, kommer istället olika fiender från tidigare Mario-spel. Två fiender av samma ras måste hamna på varandra. Då försvinner de.

### Yoshi's Cookie
I Yoshi's Cookie ska spelaren flytta Yoshi Cookies så att samma sorts kakor hamnar bredvid varandra. Då försvinner de.

### Yoshi's Safari
I Yoshi's Safari rider Mario på Yoshis rygg, då de ska rädda King Fret och Prince Pine från Bowser och hans Koopalings. Mario håller i en Nintendo Scope som spelaren siktar med för att skjuta ned olika fiender som de passerar.

### Super Mario World 2: Yoshi's Island
I kronologisk ordning är Super Mario World 2: Yoshi's Island det första Mario-spelet. I spelet styrs olika Yoshis, färg beroende på bana, med Baby Mario på ryggen. De måste rädda Baby Luigi och besegra Baby Bowser. Yoshi kan äta fiender, spotta ut dem igen, eller göra dem till Yoshi Egg för att kasta på fiender.
Yoshi har även olika power-ups, som han får om han vidrör en Morph Bubble. Han förvandlas då till olika fordon. De är Yoshi Train (tåg), Yoshi Submarine (ubåt), Yoshi Mole Tank (grävmaskin), Yoshi Helicopter (helikopter) och Yoshi Car (bil).

### Tetris Attack
I Tetris Attack möter Yoshi olika motståndare som han måste vinna över. Istället för att blocken faller uppifrån, som i Tetris, pressas de upp nedifrån. Yoshi och hans motståndare måste byta plats på blocken, för att flera block i samma färg ska hamna på rad. Då försvinner de. Den spelaren som först får sina block uppressade till toppen på skärmen, förlorar.

### Yoshi's Story
Baby Bowser var inte glad över att förlora mot Yoshi i Super Mario World 2: Yoshi's Island. Därför stjäl han Super Happy Tree, som är källan till all lycka på Yoshi's Island, i Yoshi's Story. Han förvandlade ön till en sagobok och alla Yoshis blev även de drabbade. De enda som klarade sig var sex Baby Yoshis. De bestämde sig för att ta tillbaka Super Happy Tree och återställa lyckan på ön.
I spelet reser Baby Yoshi:erna genom ön. De kan äta olika frukter och grönsaker för att själva bli lite gladare.

### Yoshi's Universal Gravitation
I Yoshi's Universal Gravitation (Yoshi Topsy-Turvy i Nordamerika) kan Yoshi inte bara äta fiender med sin långa tunga, utan även ändra på gravitationen. Han kan därför förvandla väggar till berg och liknande.

### Yoshi Touch & Go
I Yoshi Touch & Go ritar spelaren bland annat linjer med hjälp av Nintendo DS-pennan. Linjerna kan användas för att Yoshi ska kunna gå över abysses (avgrunder) och för att hämta saker till honom. Pennan används även för att kasta Yoshi Egg och andra föremål.

### Yoshi's Island DS
Yoshi's Island DS är den egentliga uppföljaren till Super Mario World 2: Yoshi's Island. Spelsättet är väldigt likt sin föregångare. Yoshi kan svälja fienderna och göra Yoshi Egg av dem, som han sedan kan kasta iväg. En skillnad är att han endast har tre olika Power-Ups. De är Yoshi Helicopter (helikopter), Yoshi Submarine (ubåt) och Yoshi Mole Tank (grävmaskin). Han kan även åka i olika typer av fordon.

### Yoshis's Woolly World
Huvudartikel: Yoshi's wolly world
Yoshi's Woolly World är som de andra Yoshi-spelen ett 2D plattformspel tillverkat av Good-Feel. Spelet kom ut i Sverige i Juni 2015 och allt i spelet är tillverkat av garn eller andra detaljer man kan kopplas till hemslöjd. I spelet ska Yoshi rädda alla andra Yoshis som har blivit upplösta till garn av Kamek. Spelet består av 6 stycken världar och en extrabana. 

## Yoshi i Mario-spel

### Super Mario World
Super Mario World var det första spelet som Yoshis syntes i. Han bor där i sitt hus på Yoshi's Island i Dinosaur Land. Yoshi går bara att rida på vissa banor, då Mario måste kläcka honom från sitt ägg och ibland ge honom mat (i form av mynt, fiender med mera) tills han uppnår normal storlek. Han kan äta och spotta ut fiender. Om han vidrör en fiende springer han iväg från Mario, men Mario förlorar inget liv. 

### Variationer
- Grön Yoshi
- Röd Yoshi, när den röda Yoshin spottar ut ett skal bildas tre eldklot.
- Orange Yoshi, när den orange Yoshin har ett skal i munnen uppstår små vibrationer i marken när han hoppar.
- Blå Yoshi, när den blåa Yoshin har ett skal i munnen kan den flyga en kort period.

### Super Mario 64
I Super Mario 64 har Yoshi bara en väldigt liten roll. Om spelaren samlar alla 120 Power Stars gratulerar Yoshi spelaren på Princess Peach Castles tak och ger spelaren 100 extra liv och förbättrad Triple Jump.

### Super Mario Sunshine
I Super Mario Sunshine kan ett Yoshi Egg kläckas om Mario bär en frukt till det. Ägget vill ha den frukt som syns i äggets pratbubbla. Yoshin får då en viss färg beroende på vilken frukt det är. I spelet finns endast Orange Yoshi, Pink Yoshi och Purple Yoshi. Yoshi kan spruta juice, istället för F.L.U.D.D.s vatten. Om Yoshi vidrör vatten eller får slut på juice, försvinner han.

### Super Mario 64 DS
Yoshi är spelbar i  Super Mario 64 DS. Han kan precis som i tidigare spel svälja fiender och kasta ägg.

### New Super Mario Bros. Wii
I New Super Mario Bros. finns Yoshi bara med i vissa mini-games, men i spelets uppföljare, New Super Mario Bros. Wii, finns han på ett fåtal banor. Han kan inte svälja shells, utan endast skicka iväg dem genom att spotta ut dem. Om Yoshi äter Venus Fire Trap kan han spotta Fire Balls, om han äter en Ice Ball från en Ice Bro. kan han spotta Ice Balls, om han äter en hammer från en Hammer Bro. kan han spotta tillbaka den. Precis som i Super Mario World springer han iväg om han blir attackerad av en fiende. Om han äter fem Berries lägger han ett ägg som innehåller ett föremål.

### Super Mario Galaxy 2
I Super Mario Galaxy syns Yoshi bara som en valbar ikon för spelarens sparfil och en planet i trä är formad som hans huvud. Men i Super Mario Galaxy 2 har han en betydligt större roll. I spelet hjälper han Mario och Luigi att ta tillbaka alla Power Stars och rädda universum från att Bowser ska ta över. 
Yoshi syns först i Yoshi Star Galaxy, även om hans hus ligger i Skystation Galaxy. Precis som i Super Mario World är Yoshi inte hemma när Mario kommer hem till honom.
Yoshi kan i detta spel, precis som tidigare, äta fiender. Han kan dock inte göra Yoshi Egg av dem. Han kan även äta tre olika slags frukter som ger honom olika Power-Ups. En Dash Pepper gör honom till en röd Dash Yoshi, som ger honom extra fart så att han kan springa upp för branta sluttningar eller på vatten. En Blimp Fruit gör honom till en ljusblå Blimp Yoshi, som gör att han blåses upp som en ballong som flyger uppåt. En Glimmer Bulb Berry gör honom till Bulb Yoshi, som kan lysa upp mörka platser som normalt sett inte syns.
En funktion som tagits bort i Super Mario Galaxy 2 är hans ikoniska Ground Pound. Till skillnad från Super Mario Sunshine, kan han nu simma. Dock inte under vatten.

## Yoshi ispin-off-spel

### Mario & Luigi-serien

#### Mario & Luigi: Partners in Time
I Mario & Luigi: Partners in Time kommer ett gigantiskt Yoshi-liknande monster, vid namn Yoob, som är programmerat att äta upp alla Yoshis. Green Yoshi lyckades lyckligtvis samla ihop alla Yoshis och försvara sig mot honom.

### Mario & Sonic-serien
Yoshi är spelbar i både Mario & Sonic at the Olympic Games och Mario & Sonic at the Olympic Winter Games. Han är klassad som speed-karaktär i båda spelen, vilket betyder att han är starkast i fartgrenar.

### Mario Golf-serien
Yoshi har varit spelbar i alla Mario Golf-spelen. Han har ett rakt slag.

### Mario Football-serien
Yoshi är lagkapten i både Mario Smash Football och Mario Strikers Charged Football. Han har nummer 8 på ryggen och är en balaserad lagkapten i båda spelen.
I Mario Smash Football heter hans Super Strike "Foot of Fury" och i Mario Strikers Charged Football heter hans Mega Strike "Winged Yoshi" och hans superförmåga är Egg Roll.

### Mario Kart-serien
Yoshi har varit spelbar i alla Mario Kart-spelen. Han är en lättviktare, förutom i Mario Kart: Double Dash!! och Mario Kart Wii där han är medelviktare, vilket innebär att han har bra acceleration, men låg toppfart. I Mario Kart: Double Dash!!, där två karaktärer sitter i samma kart, är han och Birdo partners och Yoshis specialföremål är Yoshi Egg.
I Mario Kart Wii är han medelviktare och har en bonus på offroad-banor.

### Mario Party-serien
Yoshi har varit spelbar i alla Mario Party-spelen. Han är i Mario Party 3 partner med Boo, i Mario Party 5 och Mario Party 6 med Toad och i Mario Party 7 och Mario Party 8 med Birdo.

### Mario Tennis-serien
Yoshi har varit spelbar i alla Mario Tennis-spelen, förutom i Game Boy Advance-versionen av Mario Power Tennis. I Game Boy Color-versionen av Mario Tennis måste spelet kopplas ihop med Nintendo 64-versionen av Mario Tennis för att Yoshi ska bli spelbar. Han är klassad som speed-karaktär, vilket innebär att han är snabb.

### Paper Mario-serien

#### Paper Mario: The Thousand-Year Door
I Paper Mario: The Thousand-Year Door går en Yoshi Kid med i Marios party (Marios medhjälpare) i Glitzville. Spelaren får själv bestämma hans namn, eftersom han precis kläcks ur sitt ägg. Hans färg beror på hur lång tid det tar för spelaren att kläcka ägget. Hans attacker är Ground Pound, Gulp, Mini-Egg och Stampede.

### Super Smash Bros.-serien
Yoshi har varit spelbar i alla Super Smash Bros.-spelen. Han är snabb och har en stark smash-attack och hoppar väldigt bra. Hans försvarssköld är inte en bubbla, som alla andra karaktärer har, utan ett Yoshi Egg.

## Yoshi i TV-serier

### Super Mario World
Den enda TV-serien som Yoshi varit med i är Super Mario World, som bygger på spelet med samma namn. I avsnittet Mama Luigi berättar Luigi för Yoshi hur han hittade Yoshi första gången. Historien stämmer dock inte med spelet.

### Fotnoter
1. ↑  Tobias Bjarneby (19 november 2002). ”Underhållande experiment”. Aftonbladet. http://www.aftonbladet.se/nojesbladet/spela/recensioner/article10321634.ab. Läst 31 januari 2017.
2. ↑  https://yoshi.fandom.com/wiki/Yoshi